# Tiffany e i tre briganti
Tiffany e i tre briganti (Die Drei Räuber) è un lungometraggio d'animazione tedesco diretto da Hayo Freitag, prodotto nel 2007 da Animation X, tratto dai libri per l'infanzia di Tomi Ungerer.
L'uscita nelle sale italiane, a cura di BIM Distribuzione, è avvenuta il 7 novembre 2008.
Per l'occasione il libro illustrato I tre briganti è stato ristampato da Nord-Sud edizioni (Salani editore).

## Trama
La piccola Tiffany rimane orfana, e perciò viene affidata ad un orfanotrofio, un luogo privo di libertà e divertimenti. Durante il trasporto però la carrozza dove stava viaggiando viene assalita da tre brutti briganti. Grazie alla sua furbizia ed alla sua forza di spirito, la piccola riesce a convincere i tre fuorilegge di essere la figlia di un ricchissimo Maharajà, al quale potrebbero chiedere un ricco riscatto. I tre briganti decidono allora di portare la piccola nella loro caverna, ma non tardano a vedere la propria vita sconvolta dalla vivacità della piccola Tiffany. Alla fine l'inganno viene scoperto e la piccola cacciata, ma i briganti, oramai affezionati alla sua presenza, e memori del loro passato di orfani, si pentono e la riprendono con loro.

## Differenze con il racconto
Il racconto illustrato I tre briganti è piuttosto breve; perciò la trama del film risulta allungata tramite lo sviluppo di elementi che nel racconto sono soltanto abbozzati. Le differenze vertono principalmente nel rapporto che Tiffany ha con i ladroni, molto più sviluppato nel film, e il personaggio della Maestra cattiva dell'orfanotrofio, che nel racconto era soltanto accennato, mentre nel film è una cattiva rilevante.

## Edizione italiana
Il doppiaggio italiano è stato eseguito presso lo studio PCM AUDIO in collaborazione con Cast Doppiaggio di Roma sotto la direzione di Massimiliano Alto e con l'assistenza di Elisabetta Ingino e i dialoghi di Federica De Paolis. Andrea Pantile e Claudio Toselli hanno ricoperto rispettivamente i ruoli di fonici di doppiaggio e mix. La supervisione è stata a cura di Marcello De Bellis.
Le parti cantate sono interpretate da cantanti diretti dal maestro Riccardo Cimino. Durante le canzoni, i tre briganti vengono interpretati da Alessandro Cardellini, Alessandro Pitoni e Giacomo Vitello mentre i bambini da Beatrice Belvisi, Virginia Belvisi, Caterina Cimino, Giulia Luzi, Laura Pini, Fabio Caramaschi e Jacopo Re.